# 直指庵
直指庵（じきしあん）は、京都市右京区にある浄土宗の寺院。山号は祥鳳山。寺号はない。本尊は阿弥陀如来。隠れた秋の紅葉の名所としても知られている。

## 由緒
江戸時代の1646年（正保3年）に独照性円が没蹤庵を建てたのに始まる。名前の由来は独昭禅師が黄檗禅の正統さを「直指伝心」することを旨としたことによる。その後荒廃し、幕末に近衛家の老女津崎村岡局が浄土宗の寺として再興したのが現在の直指庵である。
再興時の建物は明治年間に消失し、現在の建物は1899年（明治32年）に再建されたものである。

## 特徴
- 来訪者が想いを綴る「想い出草」というノートがある。1965年頃から始まったとされ、現在では5000冊以上に上るという。秋の特別公開時には寺宝とともにノートが公開されている。

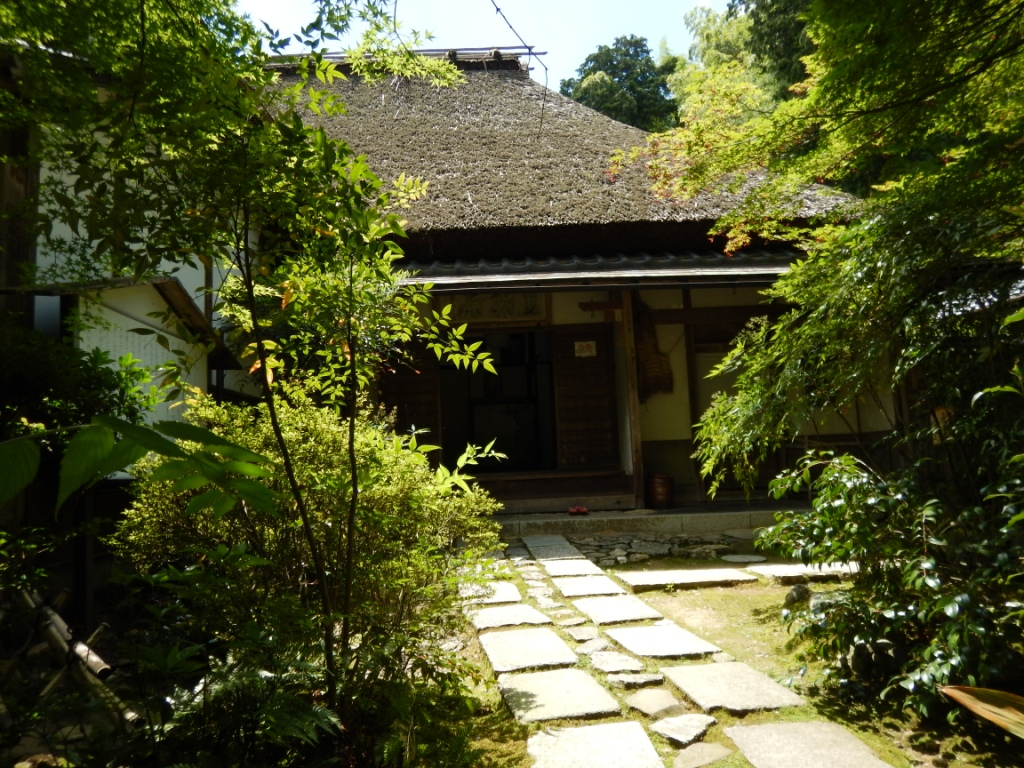
本堂 〔内部やノートは撮影不可〕

一部書籍やWebサイト等で「（女性の）駆け込み寺」「想い出草は女性の想いを綴ったもの」と紹介されているが、直指庵の公式サイトではこのような事実はなく誤りとしている。もちろん男性の拝観や「想い出草」への書き込みも可能である。
タンポポの『嵯峨野さやさや』の1番で「京都嵯峨野の直指庵 旅のノートに恋の文字」と歌われている。
- 境内にはモリアオガエルの生息地がある。

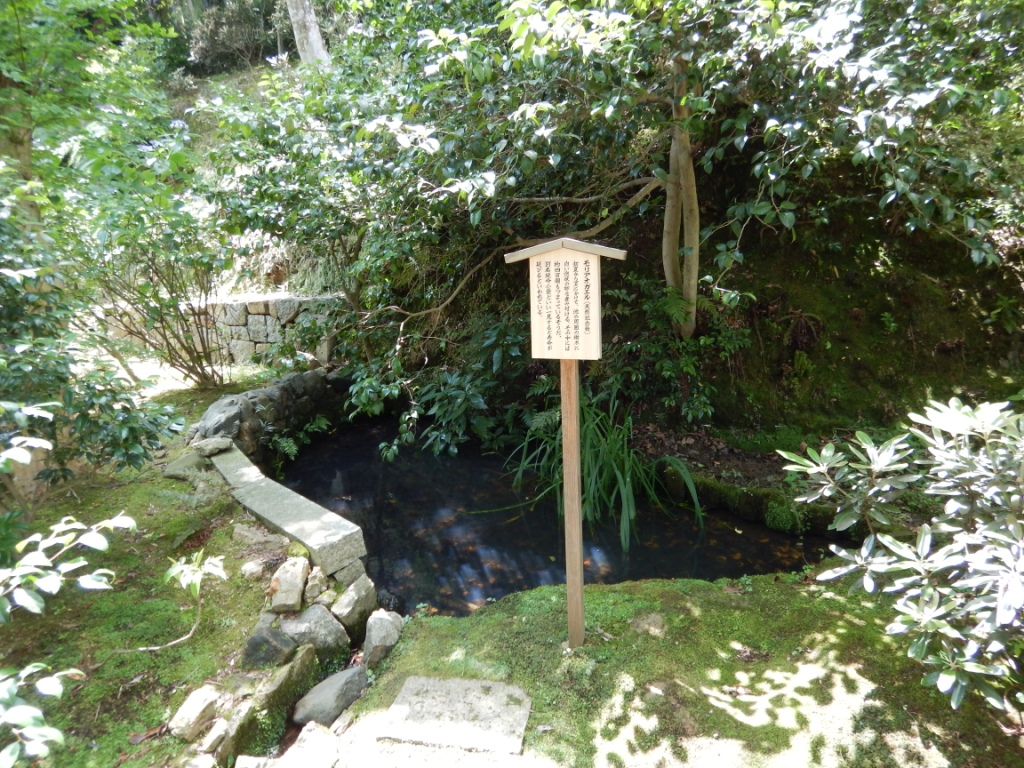
モリアオガエルが生息する池

- 京都の寺院では比較的遅くまで三脚の使用を認めてきたが、現在は禁止されている。

## 交通
駐車場はないため車での来訪は不可。京都市バスまたは京都バス「大覚寺」下車または大覚寺の駐車場から約1kmを歩くこととなる。